# Klenotnice Knidosanů v Delfách

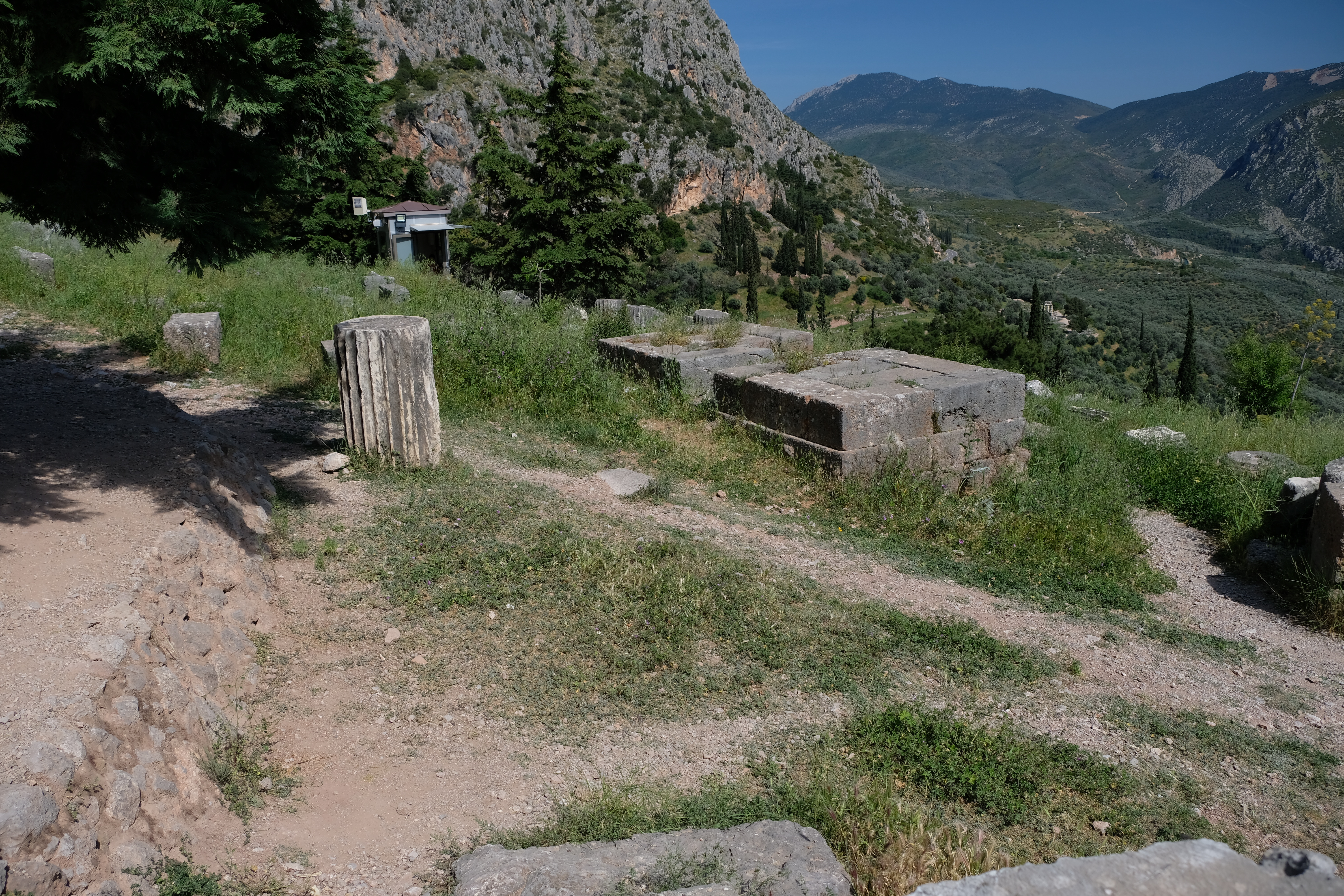
Klenotnice Knidos

Klenotnice Knidosanů byla v Delfách postavena kolem roku 550 před Kristem.

## Popis
Podle stavebního nápisu darovali svobodní obyvatelé Knidosu kolem roku 550 před Kristem klenotnici a sochy Delfám. Poprvé se zde vyskytl půdorys antické stavby, antentempel, který je typický pro tyto malé budovy. Sloupy mezi antami však zde byly nahrazeny sochami žen, karyatidami. Byla postavena v iónském řádu o rozměrech přibližně 5,10 × 6,60 m. Je to nejstarší budova na řecké pevnině vystavěná z parského mramoru.
Zdivo bylo svázáno ve střídání plochých vazáků a vysokých běhounů a bylo korunováno dokola obíhajícím vlysem, zdobeným postavami.